# Agostino Veracini
Agostino Veracini (Firenze, 1689 – Firenze, 1762) è stato un pittore e restauratore italiano.

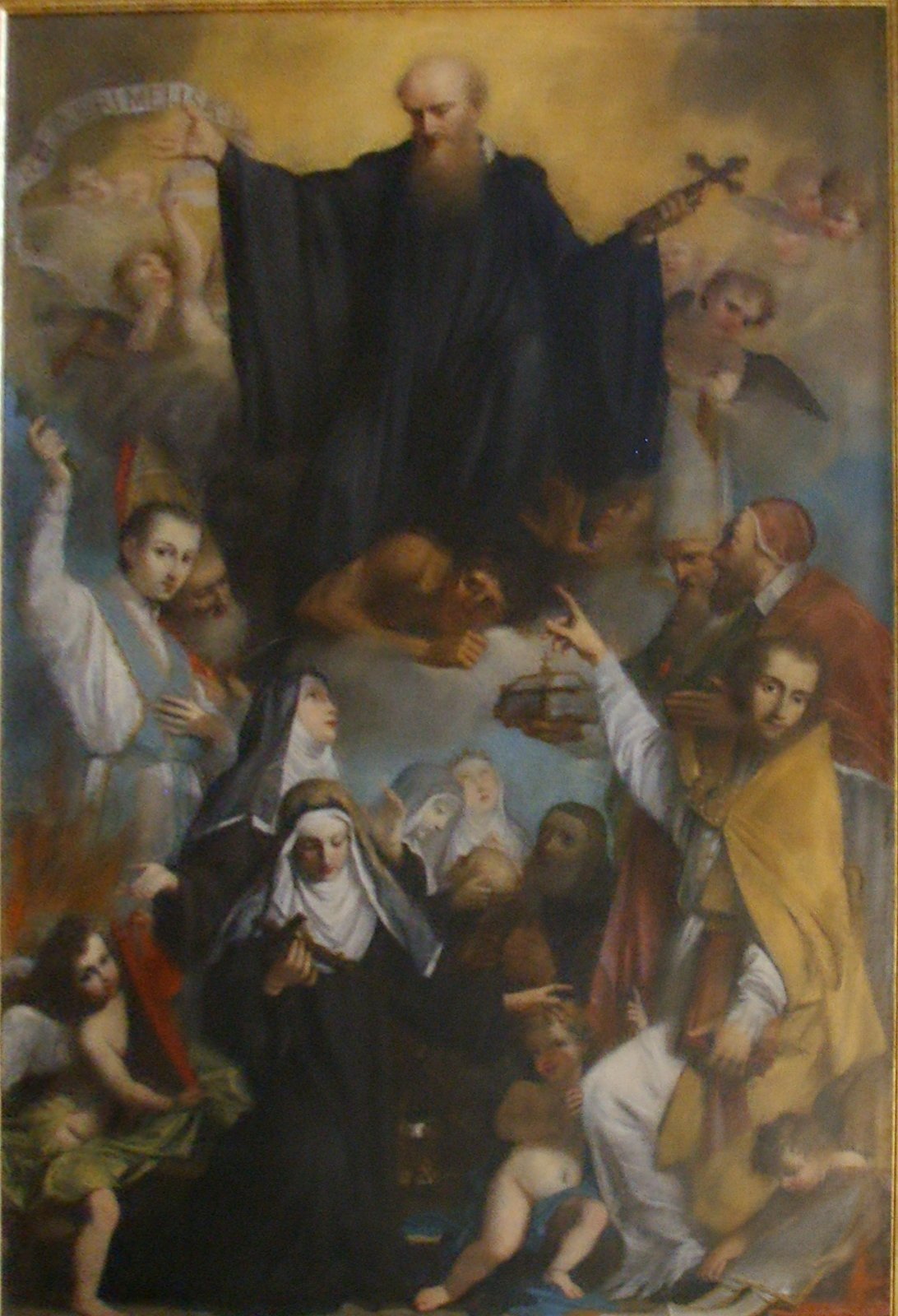
Agostino Veracini, San Giovanni Gualberto che schiaccia la simonia e il nicolaismo, chiesa di San Bartolomeo nella Badia a Ripoli

Dipinse tele a soggetto religioso, affreschi ed eseguì restauri di opere d'arte. Come restauratore, Veracini è ricordato per essere uno dei primi restauratori in grado di reintegrare le parti di dipinti andate perdute imitando il più possibile lo stile originario del dipinto, invece di usare lo stile coevo al restauratore, come invece era usanza fare tra il Cinquecento e il Settecento.

## Biografia
Nato dal pittore Benedetto Veracini e fratello del musicista Francesco Maria, fu allievo a Firenze di Giuseppe Galeotti, poi a Venezia di Sebastiano Ricci.
I suoi dipinti sono raramente datati o databili con sicurezza. Tra questi c'è la pala nell'abbazia di Vallombrosa, del 1730.

## Opere
A Firenze fece affreschi sulla volta di palazzo Panciatichi, sulla volta della Pia Casa di Lavoro di Montedomini, dove dipinse la Vergine porge il Bambino a sn Francesco e sulla volta della Chiesa di San Giovannino degli Scolopi, nel 1758.
Nella chiesa di San Bartolomeo nella Badia a Ripoli dipinse San Giovanni Gualberto calpesta la simonia (1744), nella chiesa di San Martino a Montughi San Martino sull'altare maggiore e nel monastero di Santa Marta il dipinto dell'Immacolata Concezione tra i santi Francesco d'Assisi e Chiara. Su un altare della chiesa di Ognissanti affresco degli angeli.
Opere di Agostino Veracini a Firenze sono anche i restauri nel Cappellone degli Spagnoli in Santa Maria Novella (1750), dove restaurò tutta la parte della veduta del campanile di Giotto nella scena del Governo della Chiesa, e nella Cappella Rinuccini in Santa Croce. Nella chiesa di San Jacopo Soprarno Veracini dipinse San Francesco d'Assisi in estasi, forse il suo capolavoro.
A Castelfiorentino, nella chiesa di Santa Verdiana, insieme ad altri pittori fece gli affreschi con le Storie di santa Verdiana. Nel Museo di Santa Verdiana  è custodita la sua tela Santi Antonio Abate, Pietro d'Alcantara e la Maddalena. Sempre a Castelfiorentino ristrutturò la chiesa di San Francesco, decorandone l'abside.
A Volterra Veracini decorò la Cappella del Sacramento del Duomo; a Cutigliano, nella chiesa della Madonna di Piazza, fece un dipinto su tela San Francesco riceve le stimmate; nell'abbazia di Vallombrosa, nel 1730, dipinse una tela per un altare (Sant'Atto riceve le reliquie di san Jacopo) e nella chiesa di San Martino a Pagiano (Pelago) si trova una sua tela raffigurante Sant'Antonio Abate e santa Cristina.